# 桂藤兵衛
桂 藤兵衛（かつら とうべえ）は、落語の名跡。もとは上方落語の名跡だった。当代は東京の落語家で3代目を名乗る。
月亭春松編の『落語系圖』は、元川傳吉の桂藤兵衛を2代目としている。しかし、『古今東西落語家事典』は、元川傳吉の桂藤兵衛について「墓石・新聞記事・その他の資料はすべて『三代目』となっており、今はこれにしたがう」として、3代目に扱っている。この項では、便宜上、元川傳吉の桂藤兵衛を上方3代目とし、当代を東京3代目とする。
- 初代桂藤兵衛 - 初代桂文枝[3]。
- 2代目桂藤兵衛 - 　『古今東西落語家事典』は「初代桂梅枝が藤兵衛を名乗ったという記録があるが、詳細は不明である」とする[3]。
- 上方3代目桂藤兵衛 - 本項にて詳述。
- 江戸3代目桂藤兵衛 - 当代、本項にて詳述。

## 上方3代目
3代目 桂 藤兵衛（かつら とうべえ、1849年（嘉永2年） - 1902年（明治35年）5月31日）は、明治期の上方落語の落語家（上方噺家）。本名∶元川 傳吉。

### 経歴
大坂安治川通三丁目の米屋の子として生まれる。幼名は龜吉。
17、8歳の頃、初代桂文枝の男衆に入り、文馬を名乗り九郎右衛門町の大富という席で前座に出る。数年後文車と改名。
その後東京へ赴いた時期があり、大阪に戻ってから初代桂文之助門下となり文字助を名乗る。1885年3月、3代目桂藤兵衛と改名する。以降、京都・新京極の幾代亭に長く出演して、「桂藤兵衛藤原忠勝入道顋無齋」と自称し、京都の名物男と称された。
1898年夏、同じ新京極の笑福亭に移籍。1900年正月、大阪に出て、西國坊明學と組んで「藤兵衛」の「藤」と「明學」の「明」に因んで「藤明派」を立ち上げ、桂派・三友派と張り合うが、翌年秋ごろ、心臓の病で体調を崩して京都へ戻り、1902年に六角富小路下ルの自宅で病没。享年54（一説に51）。

### 活動
「顋無齋」の名乗りの通り、顎が短かかった。加えて、眉太、色黒で、『古今東西落語家事典』は「木魚に目鼻をつけたような顔」と評している。
木遣崩し、鎌倉節、オッペケペー節、郭巨の釜堀（テケレッツのパー）などをはやらせ、『三十石』の舟唄を得意としたという。

### 弟子
- 4代目桂文吾
- 3代目笑福亭圓笑
- 桂藤誠
- 桂藤龍

## 江戸3代目
3代目 桂 藤兵衛（かつら とうべえ、1952年1月13日 - ）は、東京都文京区出身の落語家。本名∶上 弘明。落語協会所属。出囃子は『青すだれ』。

### 経歴
1969年6月に8代目林家正蔵（のち林家彦六）に入門、前座名は「林家上蔵」。この「上蔵」の名前はかつて4代目林屋正蔵が名乗っていたことがある。
1974年9月に二ツ目昇進。1981年12月に国立演芸場花形若手演芸会新人賞金賞を『そば清』で受賞。1982年1月、師匠の彦六が死去。弟弟子林家正雀とともに兄弟子2代目橘家文蔵一門に移籍した。1983年4月に正雀が先に真打に昇進した。
1984年9月に林家種平、古今亭八朝とともに真打に昇進し、3代目桂藤兵衛を襲名した。1986年3月、国立演芸場 花形若手演芸会新人賞金賞を『竹の水仙』で受賞。

### 人物
柳家さん遊、4代目入船亭扇蔵とともに定期的な落語会を開いている。

### 受賞歴
- 1981年12月 - 国立演芸場花形若手演芸会新人賞金賞 『そば清』[要出典]
- 1986年3月 - 国立演芸場花形若手演芸会新人賞金賞 『竹の水仙』[要出典]

### 演目
※二重カギ括弧は省略。
- 江ノ島の風
- そば清
- 竹の水仙
- 胴乱の幸助
- 万両婿
- らくだ